# Kanaän (gebied)

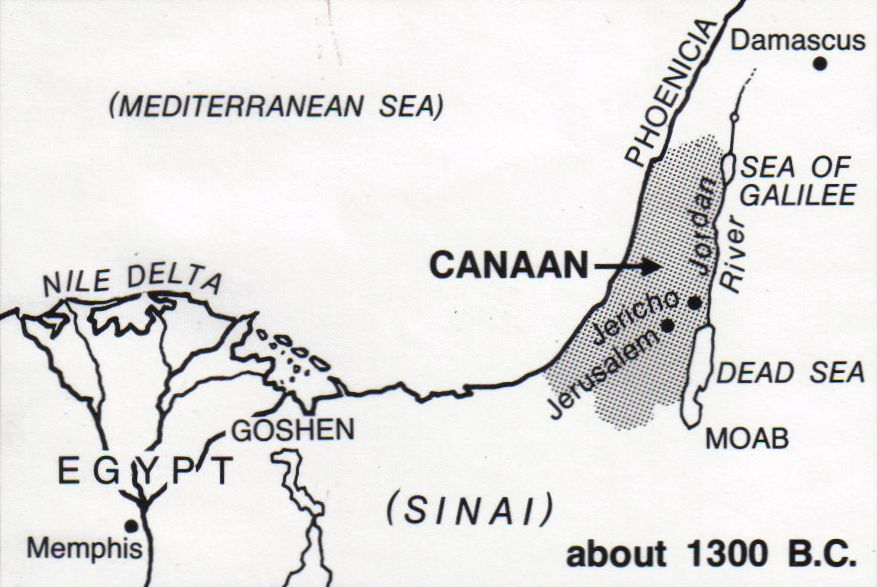
Kanaän omstreeks 1300 v.Chr.

Kanaän was in de Oudheid een gebied in de zuidelijke Levant. Het was overspannen door een intens handelsnetwerk van Syrië tot Egypte en de Middellandse Zee, via Anatolië tot aan de Zwarte Zee en rond 2000 v.Chr. zelfs over zee met de Harappaanse beschaving van de Indusvallei.

## Etymologie

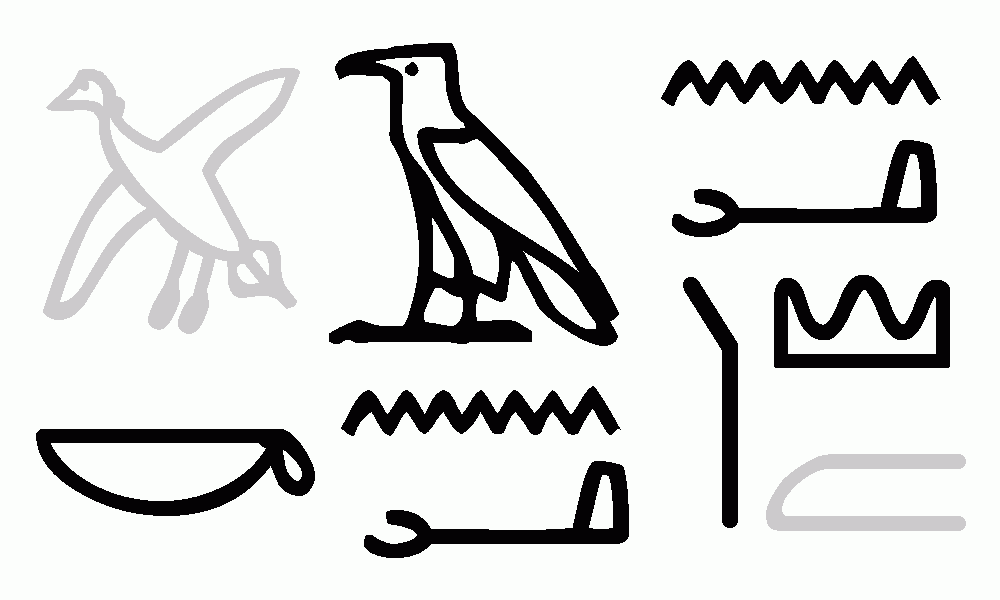
De naam Kanaän komt in Egyptische hiërogliefen als kAnana voor op de Merenptah Stele in de 13e eeuw v.Chr.

De herkomst van het woord Kanaän is onzeker. Een mogelijkheid is dat het gerelateerd is aan een woord dat purper betekent en dat Kanaän het land was waar deze kleurstof geëxporteerd werd, een betekenis die overgedragen zou worden op de Griekse naam van Fenicië. Een andere verklaring is dat het woord Kanaän 'laagland' betekent in tegenstelling tot Aram dat 'hoogland' betekent.

## Locatie

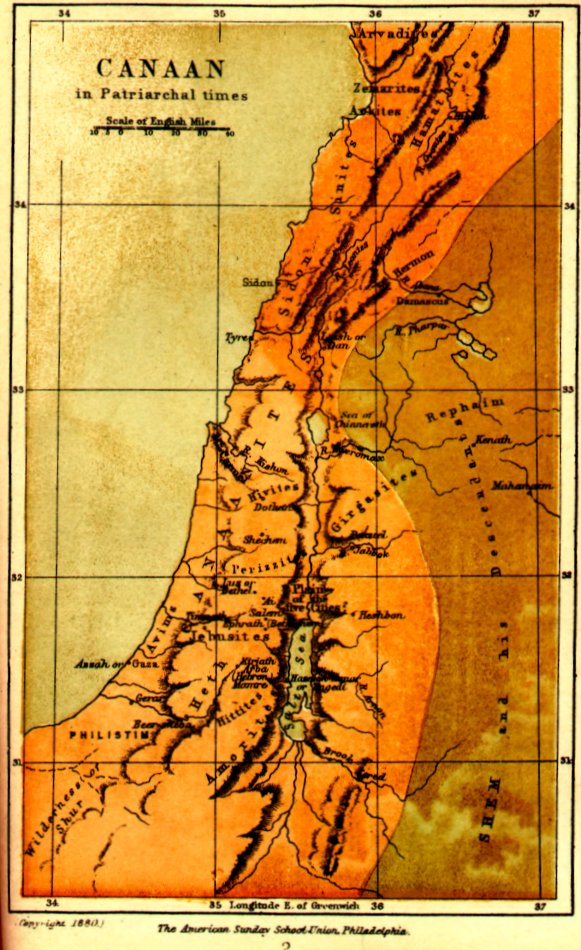
'Kanaän in de tijd van de aartsvaders', kaart uit 1880 van het Christian Theological Seminary

De naam Kanaän komt al voor in Egyptische teksten van de 16e eeuw v.Chr.. De Amarna-brieven noemen het in Akkadisch Ki-na-ah-num, in verband met steden langs de Fenicische kust en tot in Boven-Galilea. Egyptische bronnen maken eveneens melding van enkele veldtochten die in Ka-na-na, net binnen Azië, uitgevochten werden (met name de Slag bij Megiddo). De Hettieten waren vaak in conflict met de Egyptenaren, met wie ze vochten over de heerschappij over Kanaän. Af en toe werden Hettietische, Hurritische en Kassitische prinsessen naar Egypte gestuurd als echtgenoten van farao's van de Achttiende Dynastie (1570-1300 v.Chr.), om zo de goede betrekkingen te garanderen.
Uit verhalen in de Hebreeuwse Bijbel zou Kanaän een gebied zijn, gelegen ten westen van de rivier Jordaan (Genesis 28:1).  Voor die tijd bestreek het Oude Kanaän een nog groter gebied, maar exacte beschrijving is lastig, omdat het geen politieke eenheid of staatsvorm kende. In het gebied lag een aantal goed georganiseerde, maar onafhankelijke steden. Voor zover bekend heeft geen van de Kanaänitische steden een dominante positie ingenomen. In dit zuidelijk gedeelte waren veel etnische groepen.
Archeologen hebben verschillende opgravingen verricht in het gebied. De stad Ugarit in het westen van het huidige Syrië werd in 1928 ontdekt. Haar cultuur en religie kwam in grote mate overeen met die in Kanaän. Veel van wat men thans weet over de regio komt van de opgravingen aldaar. Andere bronnen zijn Oud-Egyptische, Mesopotamische en Hebreeuwse teksten (de Bijbel).
De Kanaänieten zijn lang beschouwd als een etnische groep die zich vanuit Libanon uitbreidde.

## Geschiedenis
De Levant was al sinds de prehistorie een druk doorgangs- en verblijfsgebied voor menselijke stammen en volken van diverse origine, van en naar diverse windstreken. Het was een smeltkroes waarin verworvenheden van aangrenzende culturen samenvloeiden.
Het gebied ligt op de overlappingszone van vier oude culturen: de Mesopotamische in het oosten, de Anatolische in het noorden, Minoïsch Kreta in het westen en de Egyptische in het zuiden. De invloeden van deze cultuurgebieden hebben vaak grote druk op elkaar uitgeoefend, wat leidde tot het opkomen en verdwijnen van diverse koninkrijken en koninkrijkjes.
Al is de bodem er niet zo vruchtbaar, het regende er veel tot circa 5000 v.Chr.. Daarom kwam er toch landbouw op gang op de bergflanken. Naarmate het minder ging regenen zakte de landbouw af naar de valleien. Muren rond de vroege nederzettingen zoals Jericho waren soms eerder een bescherming tegen overstroming dan tegen vijanden.
Kanaän bestond weldra uit welvarende steden met vruchtbare omliggende landbouwgebieden onder gezag van een tempel, aan het hoofd waarvan een priesteres stond. Deze heerseres werd op zeker moment Baälat genoemd (wat 'meesteres' betekent in het Kanaänitisch) en haar gemaal was dan 'de Baäl' ("heer"). Hittitische en Hurritische teksten gebruiken hetzelfde teken voor Baäl als de Akkadiërs. De godin van Ugarit werd vooral in zuidelijk Kanaän onder de naam Ashtoreth vereerd.
In Hazor zijn heel wat Astartebeeldjes opgegraven. Ook ovale Astarteplaketten in klei zijn gevonden, motieven met daarop de naakte godin Asherah afgebeeld, met in de handen papyrusstengels of slangen, en op het hoofd twee lange spiraalvormige krullen, identiek aan die van de Egyptische Hathor. Dit wijst op sterke connecties met zowel het Oude Egypte, dat er aan de kust enkele havens en kolonies had, als met Kreta, waar de slangengodin vereerd werd. De gemaal van Asherah was El naar wie de teksten evenwel als Toru-El verwijzen.
De Filistijnen waren een van de 'zeevolkeren' die vestigingen in Kanaän hadden en een aandeel in de handel met de kuststreken rondom de Middellandse Zee en in het vervoer van goederen en personen. De Kanaänieten hadden reeds vroeg de naam handelaars te zijn die een zeer ruim gebied bedienden tot voorbij het Nabije Oosten. In de Bijbel wordt "Kanaäniet" enkele keren zelfs als synoniem voor "handelaar" gebruikt, wat erop wijst dat dit aspect van de cultuur het opvallendst was. Een beroemd exportproduct was de zeer gewilde purperkleurstof, die uit een aantal soorten zeeslakken, met name de brandhoren, werd bereid.
Tussen ca. 1200 en 1100 v.Chr. raakte het grootste deel van Kanaän bezet door de Israëlieten. Sommige wetenschappers veronderstellen dat dit volk van buiten Kanaän kwam, terwijl anderen menen dat ze afstammen van de Kanaänietische bevolking. Het noordelijke deel van Kanaän kwam onder Aramees bestuur. Het overblijvend gebied dat onder Kanaänietisch bestuur bleef werd door de Grieken Fenicië genoemd, hetgeen 'purper' betekent, verwijzend naar de beroemde kleurstof die het land produceerde.
Veel later schreef Hecataeus in de 6e eeuw v.Chr. over Fenicië, dat het voorheen χνα, chna werd genoemd, een naam die Philo van Byblos vervolgens opnam in zijn mythologie als eponym voor de Feniciërs: "Chna dat later Phoinix werd genoemd". Hij haalt fragmenten van Sanchuniathon aan waarin Byblos, Berytus en Tyrus als de eerste steden worden genoemd die ooit gebouwd werden onder de heerschappij van de mythische Kronos, en waarvan de inwoners de visvangst, jacht, landbouw, scheepsbouw en het alfabet uitvonden.
Ook Augustinus van Hippo meldt dat de zeevarende Feniciërs hun land als Kanaän aanduidden. Dit wordt verder bevestigd door munten uit Laodicea waarop als legende staat "Laodicea, metropolis in Kanaän". Ze dateren uit het regeertijdperk van Antiochus IV (175-164 v.Chr.)
De Feniciërs stichtten in het eerste millennium v.Chr. verspreid over het Middellandse Zeegebied diverse koloniën, waaronder Carthago. Augustinus vermeldt dat de buitenmensen nabij Hippo (dat waarschijnlijk van Punische oorsprong was) zichzelf in zijn dagen nog steeds Chanani noemden.